# Dixella maculata
Dixella maculata är en tvåvingeart som beskrevs av Adelaida Chaverri och Art Borkent 2007. Dixella maculata ingår i släktet Dixella och familjen u-myggor.
Artens utbredningsområde är Costa Rica. Inga underarter finns listade i Catalogue of Life.